# Syntese (kemi)
 For alternative betydninger, se Syntese. (Se også artikler, som begynder med Syntese)
I kemi er kemisk syntese en målbevidst udførelse af kemiske reaktioner for at opnå et eller flere produkter. Dette sker gennem fysiske og kemiske manipulationer, som normalt indeholder en eller flere reaktioner. I moderne laboratoriebrug, har dette en tendens til at processen skal være reproducerbar, pålidelig og etableret til at udføre i flere laboratorier.
En kemisk syntese begynder med et udvalg af stoffer, som er kendte reagenser eller reaktanter. Forskellige reaktionstyper kan anvendes på disse for at syntetisere produktet eller et intermediat. Dette kræver, at stofferne blandes i en reaktionsbeholder som eksempelvis en kemisk reaktor eller en rundbundet kolbe. Mange reaktioner kræver en oprensningprocedure, inden det endelige produkt kan isoleres. Mængden af produkt i en kemisk syntese kaldes udbyttet. Typisk er kemiske udbytter udtrykt ved en vægt i gram eller som en procentvis andel af det totale teoretiske udbytte, som kunne være dannet. En sidereaktion er en uønsket kemisk reaktion, der mindsker udbyttet af ønsket produkt.
Ordet syntese i den moderne mening blev brugt første gang af kemikeren Hermann Kolbe i 1845.
Et syntetisk stof er defineret som kopier af naturlige stoffer. Syntetiske stoffer er identiske med de naturlige stoffer og har de samme egenskaber. Det er også muligt at fremstille stoffer, som ikke findes i naturen, disse kaldes kunstige stoffer.

## Eksempler på syntetiske stoffer
- Syntetisk insulin
- Syntetisk spindelvæv (mislykket)
- Syntetisk fedt
- Syntetisk safir